# Apollonia Kotero
Apollonia Kotero, właściwie Patricia Kotero (ur. 2 sierpnia 1959 w Santa Monica) – amerykańska aktorka, piosenkarka, modelka, projektantka i menadżerka, najbardziej znana z głównej roli w filmie muzycznym Purpurowy deszcz (Purple Rain, 1984) z udziałem Prince'a i jako wokalistka dziewczęcej grupy Apollonia 6.

## Wybrana filmografia

### Filmy fabularne
- 1979: La mafia de la frontera jako dziewczyna w bikini
- 1980: Amor ciego jako Patty
- 1984: Purpurowy deszcz (Purple Rain) jako Apollonia
- 1984: The Mystic Warrior (TV) jako Wicahpi
- 1989: Okrutna przeszłość (Back to Back) jako Jesse Duro
- 1991: Magiczna żądza (Black Magic Woman) jako Cassandra Perry

### Seriale TV
- 1982: CHiPs jako Barbara
- 1983: Opowieści złotej małpy (Tales of the Gold Monkey) jako miejscowa dziewczyna
- 1983: Fantastyczna wyspa (Fantasy Island) jako Iya
- 1983: Matt Houston jako Gilda Rivera
- 1984: Nieustraszony (Knight Rider) jako Tiara D'Arcy
- 1985-86: Falcon Crest jako Apollonia
- 1997: Sliders jako dr Deera Mubaric
- 1998: Air America jako Lucy Ortega

## Single
| Rok  | Utwór                        | Billboard Hot 100 | Hot Dance Club Songs | Hot R&B/Hip-Hop Songs |
| ---- | ---------------------------- | ----------------- | -------------------- | --------------------- |
| 1984 | "Sex Shooter"                | 85                | 7                    | 7                     |
| 1984 | "Blue Limousine"             | -                 | -                    | 19                    |
| 1985 | "Take Me with U" (z Princem) | 25                | 7                    | 40                    |
| 1988 | "Since I Fell for You"       | -                 | 20                   | -                     |
| 1989 | "Mismatch"                   | -                 | 10                   | -                     |
| 1989 | "The Same Dream"             | -                 | -                    | -                     |